# Condado de Malta
Después de la conquista de Malta por Roger de Altavilla en 1091, las islas se convirtieron en un territorio del reino de Sicilia comenzando su  período feudal. En 1192 el señorío de Malta es elevado a condado y posteriormente a marquesado en 1393. Hasta la llegada de los caballeros  hospitalarios en 1530, Malta estará en ocasiones bajo la autoridad de un señor o integrada en el dominio real y siendo administrada directamente por funcionarios designados por el tribunal de Palermo. Malta a menudo se ofrece como un premio a miembros de la casa real o a nobles por los servicios prestados a la corona. Por esta razón, la cronología es compleja y a veces incierta. Como escribió Jacques Godechot El cambio constante señores, que rara vez residieron en la isla y que sólo la consideraron como una fuente de ingresos de la que sacar el máximo provecho.

## Lista cronológica de condes y marqueses de Malta
1. Margaritone de Bríndisi (1192-1194)
2. Guglielmo Grasso (1194-1198)
3. Enrico Pescatore (1203-1232)
4. Nicoloso de Malta (1232-entre 1281 et 1290)
5. Andreas de Malta (entre 1281 et 1290-vers 1300)
6. Lukina de Malta et Guglielmo Raimondo Moncada (vers 1300-vers 1320)
7. Guglielmo de Sicilia (vers 1320-1330)
8. Alfonso Fadrique de Aragón (1330-1338)
9. Pedro Fadrique de Aragón (1338-1350)
10. El feudo se incorpora oficialmente de nuevo a la Corona de Sicilia el 5 de octubre de 1350
11. Guido Ventimiglia di Geraci (1360-1362)
12. Manfredi III Chiaromonte (1366-1375)
13. Guillermo de Aragón (1375-1377)
14. Luis Fadrique de Aragón (1377-1382)
15. Manfredi III Chiaromonte (1382-1391)
16. Elizabetta Peralta Chiaromonte (1391-1392)
17. Guglielmo Raimondo III Moncada (1392-1393)
18. Artale II Alagona (1393-1396)
19. Guglielmo Raimondo III Moncada (1396-1397)
20. Antonio de Cardona (1420-1425)
21. Gonsalvo Monroy (1425-1429)